# 大塚電子
大塚電子株式会社（おおつかでんし）は大阪府枚方市に本社を置く各種計測機器ならびに検査機器などの製造販売をおこなう企業である。

## 会社概要
マルチチャンネル分光光度計を主力とする各種計測機器・分析機器の開発から販売までをおこなう。この他にもFPDなどの評価機器分野でも知られる。
社名に「大塚」とあるように、大塚グループに属している。このため親会社の大塚製薬や各試薬品メーカーとの関係が深く、各種医療機器･臨床検査機器などの開発でも強みを持つ。国内の各大学・官公庁の研究機関・病院や検査センター向けに高い販売力を持つ企業である。各種医療機器･臨床検査機器などの開発にも強い。
近年ではアジアにおける液晶技術の高まりから、現地でのFPDの開発拡大に伴い、韓国と台湾、中国・蘇州にそれぞれ拠点を置いている。